# Helmut Dalitz
Helmut Dalitz (* 20. Februar 1962 in Urspring, heute zu Lonsee) ist ein deutscher Biologe mit Spezialisierung in Ökologie, Botanik und Digitalisierung. Er ist wissenschaftlicher Leiter der Hohenheimer Gärten.

## Leben und Wirken
Nach der Grundschule in Essen folgte der Besuch des Helmholtz-Gymnasiums Essen mit dem Abitur 1981. Darauf folgte der Zivildienst in einer Schule für geistig behinderte Kinder und Jugendliche in Essen. Das Studium begann Dalitz an der Universität Erlangen und absolvierte dort das Vordiplom in Biologie 1986. Er wechselte an die Universität Bayreuth und vollendete das Studium der Biologie mit den Schwerpunkten Botanik, Zoologie und Geologie 1990. In der Diplomarbeit beschäftigte sich Dalitz mit der Datierung historischer Schwermetall-Depositionen in Mooren des Oberharzes unter der Leitung von Uwe Jensen.
Nach dem Diplom wechselte Dalitz an die Universität Bielefeld zu Siegmar-Walter Breckle und wurde dort 1997 mit pflanzenökologischen Arbeiten zum Einfluss niedriger Schwermetallkonzentrationen auf Buchenjungwuchs promoviert.
Von Februar bis Mai 1998 folgte ein Forschungsaufenthalt in Costa Rica, gefördert durch die A.F.W. Schimper Stiftung in Stuttgart. Daraus resultierten Beteiligungen an Forschungsverbünden wie z. B. BIOTA-Ost in Kenia und Uganda und der von der Deutschen Forschungsgemeinschaft (DFG) geförderten Forschergruppe 402 in Ecuador und Costa Rica.
Die sehr hohe Diversität in den tropischen Regenwäldern bewog Dalitz 2000 zu ersten Schritten der Digitalisierung von Pflanzendaten. Seit 2005 ist Dalitz an der Universität Hohenheim, zunächst als wissenschaftlicher Mitarbeiter, dann ab 2011 als wissenschaftlicher Leiter der aus verschiedenen Einrichtungen der Universität zusammengelegten Hohenheimer Gärten.

## Hauptarbeitsgebiete
In seiner Tätigkeit als wissenschaftlicher Mitarbeiter hat Dalitz, neben den Projektarbeiten, die Digitalisierung des Herbariums der Universität Hohenheim vorangebracht. Er verfolgte schnell das Ziel, die Hohenheimer Gärten als Forschungs- und Lehrplattform an der Universität zu etablieren. Dazu zählt auch die komplette Digitalisierung des Pflanzenbestandes in einer öffentlich zugänglichen Datenbank. Diese Basis wird auch genutzt für den Bienenweidepflanzenkatalog des Landes Baden-Württemberg und die Webseiten zur Zertifizierung von Artenkenntnissen der Feldbotanik.
Helmut Dalitz ist verheiratet, das Ehepaar hat zwei Kinder.